# اوتو کروبهولز
اوتو کروبهولز (چکی: Otto Krombholz؛ زادهٔ ۳ فوریهٔ ۱۸۹۹ - درگذشته نامشخص) بازیکن فوتبال اهل چکسلواکی است.
وی همچنین در تیم ملی فوتبال چکسلواکی بازی کرده‌است.